# وارقو
وارقو (به اسپانیایی: Waraqu) یک کوه در پرو است که در Peru, Arequipa Region واقع شده‌است. وارقو ۵٬۰۰۵ متر بالاتر از سطح دریا واقع شده‌است.